# كربون-13

الكربون-13 في الفيزياء و الكيمياء (بالإنجليزية: Carbon-13 ) هو أحد نظيرين مستقرين لعنصر الكربون الموجودان في الكربون الطبيعي، وتبلغ نسبة الكربون-13 فيه 1.1% . يتكون الكربون-13 من نواة فيها 6 بروتون و 7 نيوترون ، وتدور حول النواة 6 إلكترونات مكونة ذرة الكربون-13.

## اقرأ أيضا
- نظائر الكربون
- تخليق العناصر
- حالة إثارة
- تفاعلات الانصهار النجمي
- مول
- كتلة مولية